# Нокс (Северна Дакота)
Нокс (енгл. Knox) град је у америчкој савезној држави Северна Дакота.

## Демографија
По попису из 2010. године број становника је 25, што је 34 (-57,6%) становника мање него 2000. године.
| Група             | 2000.      | 2010.       |
| Белци             | 56 (94,9%) | 25 (100,0%) |
| Афроамериканци    | 1 (1,7%)   | 0 (0,0%)    |
| Азијати           | 0 (0,0%)   | 0 (0,0%)    |
| Хиспаноамериканци | 2 (3,4%)   | 0 (0,0%)    |
| Укупно            | 59         | 25          |